# アメリカがん協会
アメリカがん協会（アメリカがんきょうかい、 American Cancer Society  ; ACS）は、1913年に設立されたアメリカ合衆国の非営利団体。
情報提供、患者支援、がんに関する調査研究の3つを活動の柱とし、全米3400か所に支部を有している。ホームページやパンフレットで、最新の治療法から後遺症対策、患者会の案内など、きめ細かい情報を提供しているほか、患者支援では24時間対応の電話相談からかつらの貸し出しまで、多様な事業を行っている。年間予算は約900億円で、そのほとんどが企業や市民からの寄付でまかなわれている。所在地はジョージア州アトランタ。

## 沿革

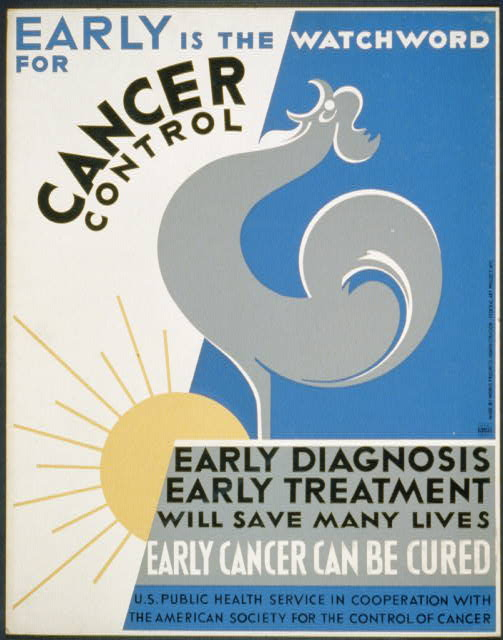
American Society for the Control of Cancer のポスター、1938年。

1913年5月22日、ニューヨークで、10人の医師と5人の実業家により " American Society for the Control of Cancer (ASCC) "　として設立された。現在の名称になったのは1944年のことである。
設立当時、公共の場で「がん(cancer)」という言葉を使うことは不適切だと考えられていた。この病気に関する情報は恐怖と拒絶感によって覆い隠されていたのである。アメリカだけで毎年7万5000人以上が命を落としていた。資金供与した研究がなんらかの進展を果たすまで、設立者たちの当面の最重要目標はがんに対する意識の向上だった。そのために医師、看護師、患者とその家族を教育するための熱心な執筆運動に乗り出した。有名な雑誌や専門誌に多数の記事が掲載されたほか、独自の刊行物として”Campaign Notes”を創刊し、毎月がんに関する情報を発信した。また、アメリカ全土から医師を雇用し、公衆のがん教育に従事させた。
1936年、ASCCの現場代理人、マージョリー・イルリグが、直面している「がんとの戦争」を戦うため、新規のボランティアから構成されるネットワークを作ることを提唱した。1935年から1938年の間で、アメリカ国内でがん管理に関わる人の数は1万5000人から15万人にまで増加した。Working to Giveによると、ASCCの下で働くボランティアグループ、the Women’s Field Armyが主にこの増加分を担っているという。
1928年に採用された剣のシンボルは、ブルックリンのジョージ・E・デュランのデザインによるものである。デュランによると、持ち手となっている2匹の蛇はそれぞれ協会の使命（ミッション）の科学的な面と医学的な面を表し、刃は「がん管理運動を推し進めていく精神」を表しているという。
2012年ACSは9億3400万ドルの資金を集め、9億4300万ドルを2013年の組織再編に使用した。コストカットを目的とした組織再編で、事業は中央集権化され、今まで各地にあった系列団体を合併統合させた。その結果、従業員たちは改めて職を求めることになっている。